# Рамешбабу Вайшалі
Рамешбабу Вайшалі (англ. Rameshbabu Vaishali) – індійська шахістка, володарка титулів ФІДЕ: «жіночий гросмейстер», «міжнародний майстер» та «гросмейстер». Сестра шахового вундеркінда, наймолодшого у світі  міжнародного майстра Рамешбабу Прагнанандха.

## Біографія

### Ранні роки
Народилася 21 червня 2001 року у м. Ченнай, у родині банківського менеджера та домогосподарки.
Навчалась у вищий школі Velammal Matriculation Higher School, після закінчення якої – у MOP Vaishnav Institute, де отримала кваліфікацію бакалавра  комерції.
У семірічному віці вона почала відвідувати уроки з шахів та незабаром виступила на турнірі, де отримала кубок як наймолодша учасниця. 
У 2012 році посіла перше місце на юнацькому чемпіонаті світу з шахів серед дівчат у категорії до 12 років та через два роки виграла молодіжний чемпіонат світу серед дівчат до 14 років. 
У 2013 році виграла у М. Карлсена, який на той час перебував в Індії та вирішив зіграти із 20-ттю юними гравцями.

### Шахова кар'єра
- У 2013 році отримала титул майстра (WFM).

- У 2016 році здобула титул жіночого міжнародного майстра (WIM).

- 2018 році виступила у відкритому шаховому турнірі Ризького технічного університету у Латвії та виграла титул жіночого гросмейстера (WGM).

- У 2021 році отримала звання міжнародного майстра (IM).

- 2024 році нагороджена премією Арджуна[5]; отримала титул гросмейстера[6].